# Heideneiche (Wolfenhausen)
Die Heideneiche (im Dialekt Hareaasch) ist eine alte Stieleiche, die zwischen Wolfenhausen und Laubuseschbach im Taunus, im Landkreis Limburg-Weilburg in Hessen steht.
Der Baum ist als Naturdenkmal unter dem Kennzeichen ND3533031 registriert.

## Standort
Die Heideneiche steht im östlichen Hintertaunus an der ehemaligen Straßenkreuzung, die ab 8. August 2016 in eine neu gebaute Kreisverkehr-Kreuzung umgebaut wurde, auf der Passhöhe in 342 Meter über NN. Dort treffen die L 3021 von Wolfenhausen (297 m) und L 3054 von Laubuseschbach (295 m) und die L 3063, die von Winden (220 m) nach Langhecke (232 m) führt, aufeinander; nordwestlich der Kreuzung haben die L 3021 und L 3063 auf etwa 770 m Länge einen gemeinsamen Abschnitt. Es handelt sich um den Pass zwischen den Erhebungen Rote Küppel (377,9 m) und Alteberg ( 370,3 m) – niedrigster und nördlichster Pass zwischen dem Emsbach- und Weiltal.

## Beschreibung
Das Alter der Heideneiche wird auf ungefähr 250 bis 300 Jahre geschätzt. Der Baum ist ca. 18 Meter hoch. Der Stammumfang beträgt etwa 3,70 Meter.

## Geschichte
Vermutlich ist der Baum im Mittelalter als Gerichtseiche genutzt worden, Nachweise hierfür gibt es jedoch nicht. Der Name Heideneiche (im Dialekt Hareaasch) bedeutet auch, dass Zigeuner (im Dialekt Hare) sich dort an dieser Stelle aufgehalten hatten.
Die Heideneiche wurde im Jahr 1934 vom damaligen Landrat des Kreises Limburg unter Naturschutz gestellt.